# San Angeles
San Angeles je fiktivní město na Západním pobřeží státu Kalifornie v USA. Objevilo se ve filmu Demolition Man, televizním seriálu Sliders (epizoda „Double Cross“), a v televizním seriálu Power Rangers: Operation Overdrive.
Ve filmu Demolition Man bylo San Angeles vytvořeno v roce 2010 po obrovském zemětřesení. Bylo vytvořeno z trosek měst San Diego, Los Angeles a Santa Barbara podle utopických představ Raymonda Cocteaua. Původní hustou zástavbu nahradily sporadicky roztroušené moderní domy v zeleni; bezpečnost vymáhá San Angeles Police Department, ačkoliv míra kriminality je zde velmi nízká a ochrana pořádku tudíž není náročná.
V seriálu Sliders bylo San Angeles vytvořeno spojením rapidně se rozrůstajících měst Los Angeles a San Francisco v jediné megalopolis, stovky mil dlouhé. Toto město se nacházelo v alternativní linii. Tato alternativní Země trpěla kritickým nedostatkem přírodním zdrojů, proto se v pravidelných intervalech vypínala energie v celém městě aby se ušetřila.
V seriálu Power Rangers: Operation Overdrive, je San Angeles jméno města, kde se nachází Hartfordovo sídlo (operativní základna Rangerů).
San Angeles bylo také zmíněno ve skriptech k filmu Blade Runner.